# Cisco Inter-Switch Link
Cisco Inter-Switch Link (ISL) je protokol kompanije Cisko Sistems koji održava VLAN informacije u eternet okvirima kao tok saobraćaja između komutatora i rutera, ili komutatora i komutatora. ISL je Ciskov VLAN enkapsulacijski protokol i podržan je samo na nekoj Cisko opremi preko fast i gigabit eternet veze. Nudi se kao alternativa standardu IEEE 802.1Q, široko korišćenom VLAN-u za označavanje protokola, iako Cisko ne koristi ISL za nova mesta. U slučaju ISL oznaka je spoljna prema eternet okruženju, što je efektivno isto što i enkapsuliranje eternet okvira, dok je IEEE 802.1Q oznaka interna. Ovo je ključna prednost za IEEE 802.1Q jer to znači da označeni okviri mogu biti poslati preko standardnih eternet veza.
Veličina eternet inkapsuliranog ISL okvira, možese očekivati da počne sa 94 bajta i povećava do 1548 zbog dodatnih polja koje protokol stvara putem enkapsulacije. ISL dodaje 26-bajtno zaglavlje (koje sadrži 15-bitni VLAN identifikator) i 4-bajtni CRC. ISL funkcije na sloju podataka linka OSI modela.
Drugi srodni Cisko protokol, Dynamic Intetr-Switch Linc Protocol (DISL), pojednostavljuje kreiranje ISL sa dva povezana fast eternet uređaja. Fast EtherChannel tehnologija omogućava agregaciju dve pune dupleks fast eternet veze za konektore sa velikim kapacitetom. DISL minimizuje procedure konfigurisanja VTP, jer samo jedan kraj mreže mora biti konfigurisan kao prtljažnik.

## Spoljašnje veze
- Inter-Switch Link and IEEE 802.1Q Frame Format